# マードック家
マードック家（Murdoch family）は、オーストラリア、イギリス、アメリカ合衆国を中心に活動する国際的なメディア所有者、実業家の一族である。

祖先はスコットランドからオーストラリアに移住したスコットランド自由教会の教役者のジェームズ・マードック（1818年 - 1884年）とその妻のヘレン（1826年 - 1905年）の2人に遡る。両者は共にアバディーンシャーのピッツリーゴ出身であり、1884年にビクトリア植民地に移った。

## 歴史

### 第1世代
ジェームズ・マードック（James Murdoch）牧師とその妻ヘレン（Helen）は14人の子供をもうけた。
最年長であるパトリック・マードックはアバディーンシャーのピッツリーゴで生まれ、ローズハーティで育った。彼はアバディーンシャーのクルードンで叙階され、そこでアニー・ブラウン（Annie Brown）と結婚した。34歳の時、彼は妻と両親と共にビクトリアに移住した。彼はそこで長老派教会の牧師として著名になり、進学に関する本を数冊出版した。パトリックとアニーはキースとアイヴォンを含む6人の子供をもうけた。
ピッツリーゴで生まれた娘の1人のノラ・カール・スミス（Nora Curle Smith）は電気技師のデヴィッド・カール・スミス（David Curle Smith、1859年 - 1922年）と結婚した。デヴィッドは20世紀初頭に西オーストラリア州カルグーリーで地方自治体の電力供給を担当し、また1906年には先駆的な電気ストーブを発明して特許を取得した。

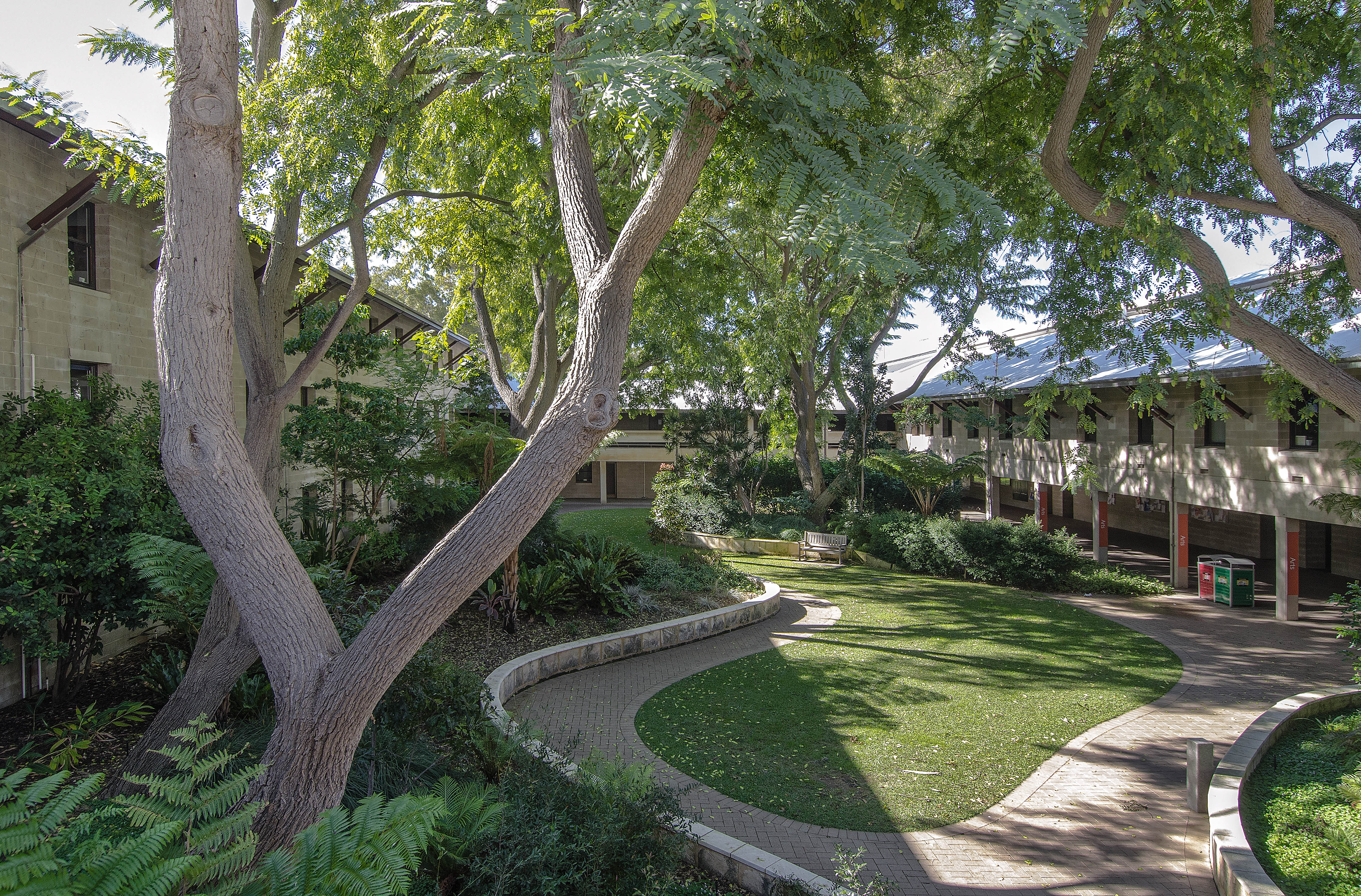
西オーストラリア州パース郊外マードックにあるマードック大学のメインキャンパス。大学及び地域はどちらもウォルター・マードックにちなんで名付けられた。

ローズハーティで生まれたサー・ウォルター・マードックはオーストラリアで学者、エッセイストとして活動した。彼は1897年にヴァイオレット・キャサリン・ヒューストン（Violet Catherine Hughston）と結婚した。1899年に最初のエッセイ「The new school of Australian poets」を出版し、さらに長年にわたって『メルボルン・アーガス』で週刊コラム「Books and Men」を執筆した（ペンネームは「エルゼヴィル」 。メルボルン大学で英語の助教授を務めた後、西オーストラリア大学で英語の教授となった。1920年代に彼のエッセイは甥のキースが運営するヘラルド・アンド・ウィークリー・タイムスによってオーストラリア全土に発表された。ウォルターの著作物は1930年代には単行本として出版された。1939年に聖マイケル・聖ジョージ勲章のコンパニオンの勲位が与えられた。1943年から48年には西オーストラリア大学の学長を務め、引退後は名誉教授となった。1952年に妻のヴァイオレットが亡くなり、その10年後にバーバラ・マーシャル・キャメロン（Barbara Marshall Cameron）と再婚した。1964年に聖マイケル・聖ジョージ勲章のナイト・コマンダーの勲位が与えられた。西オーストラリア州パース郊外マードック及びマードック大学はウォルター・マードックにちなんで名付けられた。

### 第2世代

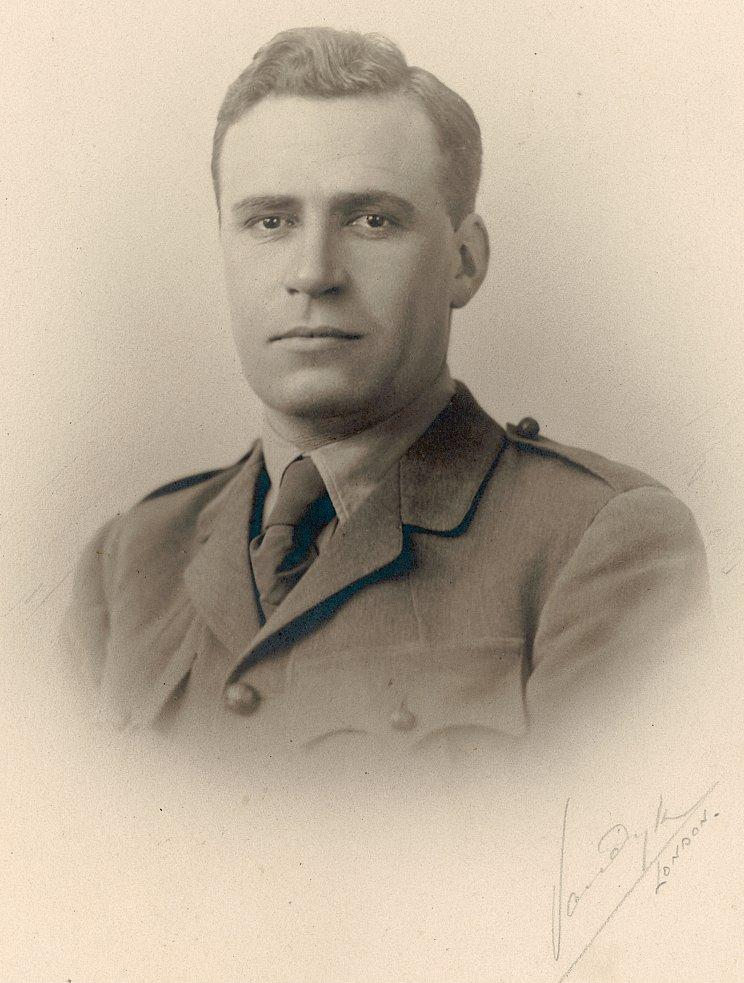
サー・キース・マードック (1885年 - 1952年)

キース・アーサー・マードックはウェストメルボルンで生まれ、メルボルン郊外のキャンバーウェルで育った。彼は第一次世界大戦中に従軍記者を務めながらジャーナリストとして著名となった。1921年に彼は『メルボルン・ヘラルド』の主任編集者に任命され、1928年にはその親会社のザ・ヘラルド・アンド・ウィークリー・タイムスの取締役となった。また彼は後に慈善家として知られることとなるエリザベス・ジョイ・グリーンと結婚した。1933年に彼にナイトの称号が与えられた。第二次世界大戦中に彼はオーストラリア政府の情報局長を短期間務めた。
オーストラリア軍中尉のアイヴォン・マードックは第一次世界大戦中に第8大隊（AIF）に所属し、西部戦線で戦った。
アンドリュー・クリスタル・マードック（Andrew Chrystal Murdoch）とアニー・エスラー（Annie Esler）の息子のウィリアム・デヴィッド・マードックはコンサートピアニストであった。
ウォルターとヴァイオレットの娘のキャサリン・キングは西オーストラリアのラジオ放送者の先駆者であった。

### 第3世代

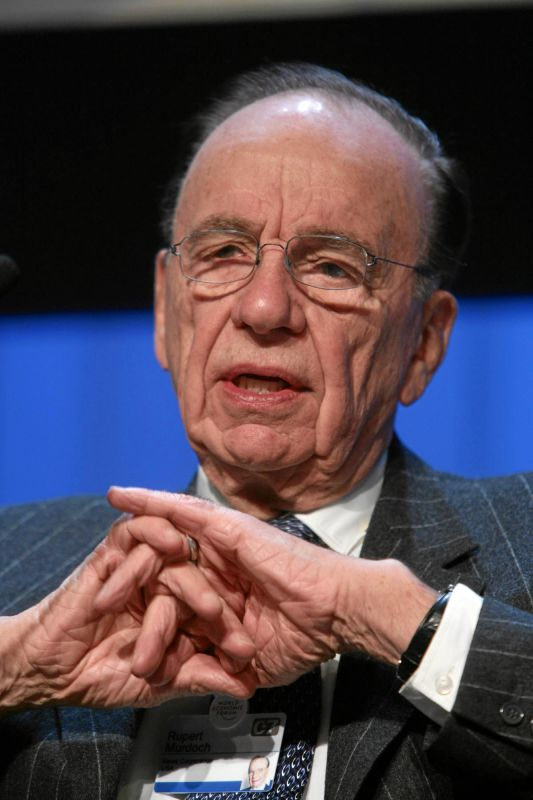
2007年にダボスで開催された世界経済フォーラムでのルパート・マードック。

キース・マードックの息子のルパート・マードックはメルボルンで生まれ、ニューズ・コープやフォックス・コーポレーションを含む国際的なメディア所有者として知られている。彼のキャリアは1952年にニュース・リミテッドの父親の株式を相続したときに始まった。同社の唯一の主要資産は南オーストラリア州のみで発行されているアデレードの日刊紙『ザ・ニュース』のみであった。1950年代から1960年代にかけてニュース社はオーストラリアとニュージーランド全土で、郊外や地方の出版物を含む日刊紙と週刊紙を傘下に収めた。1968年以降は『ニュース・オブ・ザ・ワールド』と『ザ・サン』といったイギリス紙の買収も行った。
1973年に『サンアントニオ・エクスプレス・ニュース』を傘下に収め、アメリカでの初の買収を成し遂げた。その後まもなく彼はタブロイド雑誌『スター』を創刊し、さらに1976年には『ニューヨーク・ポスト』を買収した。
1981年に彼はロンドンの『タイムズ』と『サンデー・タイムズ』を買収した。さらに1984年には20世紀スタジオの株式を購入し、アメリカでのテレビネットワークであるフォックス放送へと繋がった。アメリカ市民のみがテレビ局を所有できるという法的要件を満たすために彼は1985年にアメリカ合衆国帰化市民となり、オーストラリア市民権を失った。
ルパート・マードックは5度結婚し、子供を6人もうけている:
- 1956年 - 1967年: パトリシア・ブッカー（Patricia Booker） - メルボルン出身の客室乗務員。 娘のプルーデンス（英語版）をもうける[13][14][15]
- 1967年 - 1999年: アンナ・マリア・トーヴ[13] - マードックの『デイリー・テレグラフ（英語版）』で働いていたエストニア系スコットランド人のジャーナリスト、小説家。女優のアナ・トーヴの叔母である[15]。娘のエリザベス（英語版）、息子のラックラン（英語版）とジェームズ（英語版）をもうける[13][14]。
- 1999年 - 2013年: ウェンディ・デン - 中国系アメリカ人のメディア企業重役[16]。娘のグレース（Grace、2001年生）とクロエ（Chloe、2003年生）をもうけている。グレースの名付け親はトニー・ブレアである。2013年6月に不和を理由に離婚が申請された。
- 2016年 - 2022年: ジェリー・ホール (Jerry Hall) （離婚）
- 2023年以降：アン・レスリー・スミス

### 第4世代

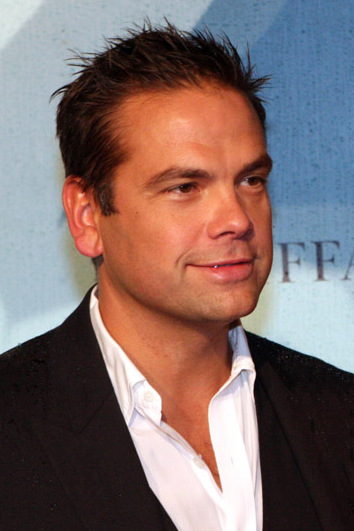
ラックラン・マードック

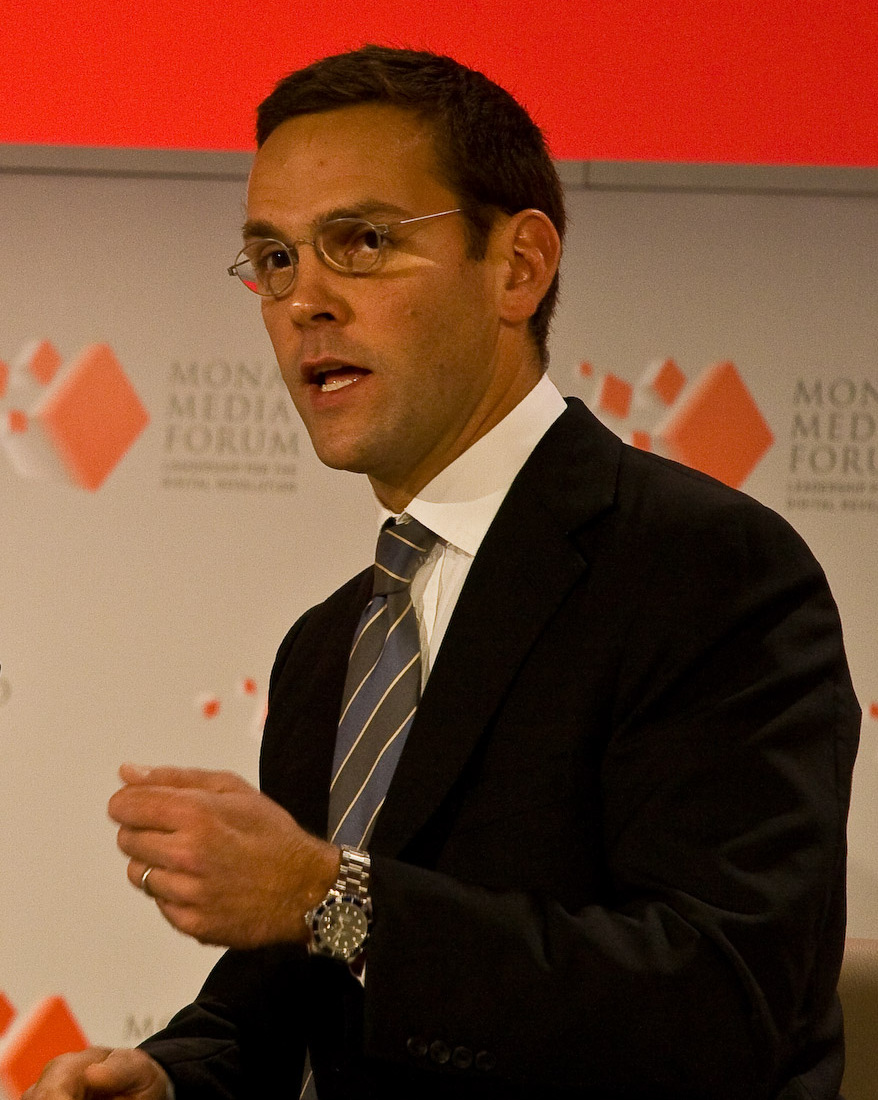
ジェームズ・マードック

- プルーデンス・マードック（英語版）はアデレードで生まれ、ニューズ・コーポレーションの重役となった。2度の結婚歴がある:
  - 1985年 - 1986年: クリスピン・オデイ（英語版） - イギリスの金融業者。
  - 1989年以降: チャールズ・アラスデア・マクラウド（Charles Alasdair MacLeod）、通称アラスデア・マクラウド（Alasdair MacLeod） - イギリスのメディアエグゼクティブ。プルーデンスと共にニューズ・コーポレーションの重役を務めた。息子のジェームズ（James、1991年生）とアンガス（Angus、1993年生）、娘のクレメンタイン（Clementine、1996年生）をもうけた[17]。

- エリザベス・マードック（英語版）はシドニーで生まれ、メディア企業重役となった。2度の結婚歴がある:
  - 1993年 - 1998年: エルキン・クウェシ・ピアニム（Elkin Kwesi Pianim） - ガーナの銀行家。娘のコーネリア（Cornelia、1994年生）とアンナ（Anna、1997年生）をもうけた[17]。
  - 2001年以降: マシュー・フロイト（英語版） - イギリスの広報会社設立者。父は政治家のクレメント・フロイト（英語版）、曾祖父は精神科医のジークムント・フロイト。娘のシャーロット・エマ（Charlotte Emma、2000年生）と息子のサムソン（Samson）をもうけた[17]。

- ラックラン・マードック（英語版）はロンドンで生まれ、メディア企業重役となった。彼は1999年にイギリス・オーストラリアのモデル・女優のサラ・オヘラ（英語版）と結婚し、息子のカラン・アレクサンダー（Kalan Alexander、2004年生）とエイダン・パトリック（Aidan Patrick、2006年）、娘のアエリン・エリザベス（Aerin Elisabeth、2010年生）をもうけた[17][18]。

- ジェームズ・マードック（英語版）はロンドンで生まれ、メディア企業重役となった。2000年にアメリカの広報スペシャリストで環境活動家のキャサリン・フフシュミット（Kathryn Hufschmid）と結婚し、娘のアンネカ（Anneka、2003年生）、息子のウォルター（Walter、2006年生）とエマーソン（Emerson、2008年生）をもうけた[17]。

## 家系図
- ジェームズ・マードック、m. ヘレン・マードック[1]
  - パトリック・マードック（英語版）（1850–1940）、m. アニー・ブラウン
    - ジョージ・マードック（1883–1891）
    - キース・マードック（英語版）（1885–1952）、m. エリザベス・ジョイ・グリーン（英語版）
      - ヘレン・ハンドブリー（1929–2004）
      - キース・ルパート・マードック（1931–）、m. パトリシア・ブッカー（離婚）
        - プルーデンス・マードック（英語版）（1958–）、m. クリスピン・オデイ（英語版）（離婚）
        - プルーデンス・マードック、m. アラスデア・マクラウド
          - ジェームズ・マクラウド（1991–）
          - アンガス・マクラウド（1993–）
          - クレメンタイン・マクラウド（1996–）

      - キース・ルパート・マードック、m. アンナ・マリア・トーヴ（離婚）[13]
        - エリザベス・ピアニム（英語版）、m. エルキン・クウェシ・ピアニム（離婚）
          - コーネリア・ピアニム（1994–）
          - アンナ・ピアニム（1997–）

        - エリザベス・ピアニム、m. マシュー・フロイト（英語版）
          - シャーロット・エマ・フロイト（2000–）
          - サムソン・マードック・フロイト（2007–）

        - ラックラン・キース・マードック（英語版）（1971–）、m. サラ・オヘア（英語版）
          - カラン・アレクサンダー・マードック（2004–）
          - エイダン・パトリック・マードック（2006–）
          - アエリン・エリザベス・マードック（2010–）

        - ジェームズ・R・マードック（英語版）（1972–）、m. キャサリン・フフシュミット
          - アンネカ・マードック（2003–）
          - ウォルター・マードック（2004–）
          - エマーソン・マードック（2009–）

      - キース・ルパート・マードック、m. ウェンディ・デン（離婚）
        - グレース・マードック（2001–）
        - クロエ・マードック（2003?–）

      - キース・ルパート・マードック、m. ジェリー・ホール (Jerry Hall) （離婚）
      - アン・カントール（1936–）
      - ジャネット・カルヴァート＝ジョーンズ（1939–）

    - フランシス・ガーデン・マードック（1887–1933）[19]
    - アレック・ブラウン・シェパード・マードック（1889–1920）[20]
    - アイヴォン・マードック（英語版）（1892–1958?）[7][8]
    - アラン・メイ・マードック（1894–1971）

  - フランシス・ガーデン・マードック（1852–?）
  - ジェームズ・マードック（1854–?）
  - エリザ・ジェーン・マードック（1855–?）
  - ウィリアム・ガーデン・マードック（1856–?）
  - アイヴォン・ルイス・マードック（1858–?）
  - アンドリュー・クリスタル・マードック（1859–?）、m. アニー・エスラー
    - ウィリアム・デヴィッド・マードック（英語版）

  - ノラ・カール・スミス（1861–1924）
  - キース・アーサー・マードック（1862–?）
  - イサベラ・アグネス・マードック（1864–?）
  - ヒュー・マードック（1865–?）
  - グレース・ヤング・マードック（1867–?）
  - アメリア・モリソン・マードック（1870–?）
  - ウォルター・マードック（英語版）（1874–1970）、m. ヴァイオレット・キャサリン・ヒューストン
    - キャサリン・キング（英語版）